# Besenyőfalu
Besenyőfalu (szlovákul Bešeňová) község Szlovákiában, a Zsolnai kerület Rózsahegyi járásában.

## Fekvése
Rózsahegytől 12 km-re keletre, a Vág jobb partján, a Szentmáriai-víztározó mellett fekszik.

## Élővilága
Besenyőfalun egy kéményen található gólyafészek.

## Nevének eredete
Neve egykori birtokosa, a Besenyő család nevéből származik.

## Története
Területe már a kőkorban is lakott volt. A vonaldíszes kultúra és a bükki kultúra településeinek nyomait találták itt meg. A bronzkorból a lausitzi kultúra népes temetője került elő.
A mai falu a 12. század második felében besenyő határőrök idetelepítésével keletkezett. Előbb a liptói óvárhoz, majd Likava várához tartozott. 1503-ban „Besenow”, 1535-ben „Bessenowa” alakban szerepel az írott forrásokban. A 17. századtól a Dvornik család birtoka lett. 1784-ben 26 házában 236 lakos élt.
A 18. század végén Vályi András így ír róla: „BESENOVA. Besenyefalva. Tót falu Liptó Vármegyében, birtokosa Dvornikovits Uraság, lakosai katolikusok, fekszik Vág vizétöl nem meszsze, Rozemberghez más fél mértföldnyire, hutája is van, saványú vizéről pedig nevezetes; ambár legelőt az igás marháiknak bérben tartanak, és Vág vize gyakran kiönti; de mivel legelője fejős marháiknak elég, és hasznos, ’s termékeny földgye van, fája is elegendő úgy tűzre, mint épűletre az Uraságtól, az első Osztályba tétetett.”
1828-ban 35 háza volt 300 lakossal. A 19. században szeszfőzde működött a területén.
Fényes Elek 1851-ben kiadott geográfiai szótárában így ír a faluról: „Bessenőfalva, (Beszeniova), tót falu, Liptó vmegyében, a Vágh jobb oldalán: 298 kath., 2 evang., lak. Urasági lakóház. Nevezetes savanyu viz forrásáról. – Ennek vize tiszta, ize erős, csipős és szeszes. Alkotórészei: csipős szesz, vas, lúgföld és sok lúgsó (alkalsches Salz); a vizelletet különösen hajtja. Használ a máj- és lép-daganatokban, hideglelésben, kolikában, sat. F. u. Dvornikovics familia. Ut. postája Rosenberg.”
A trianoni diktátumig Liptó vármegye Németlipcsei járásához tartozott.

## Népessége
| Év:            | 1994. | 2004.   | 2014.    | 2024.    |
| -------------- | ----- | ------- | -------- | -------- |
| Emberek száma: | 402   | 388     | 635      | 772      |
| Eltérés:       |       | -3,48 % | +63,65 % | +21,57 % |

| Év:            | 2023. | 2024.   |
| -------------- | ----- | ------- |
| Emberek száma: | 754   | 772     |
| Eltérés:       |       | +2,38 % |

1910-ben 295, túlnyomórészt szlovák anyanyelvű lakosa volt.
2001-ben 391 lakosából 386 szlovák volt.
2011-ben 562 lakosából 382 szlovák.

## Nevezetességei

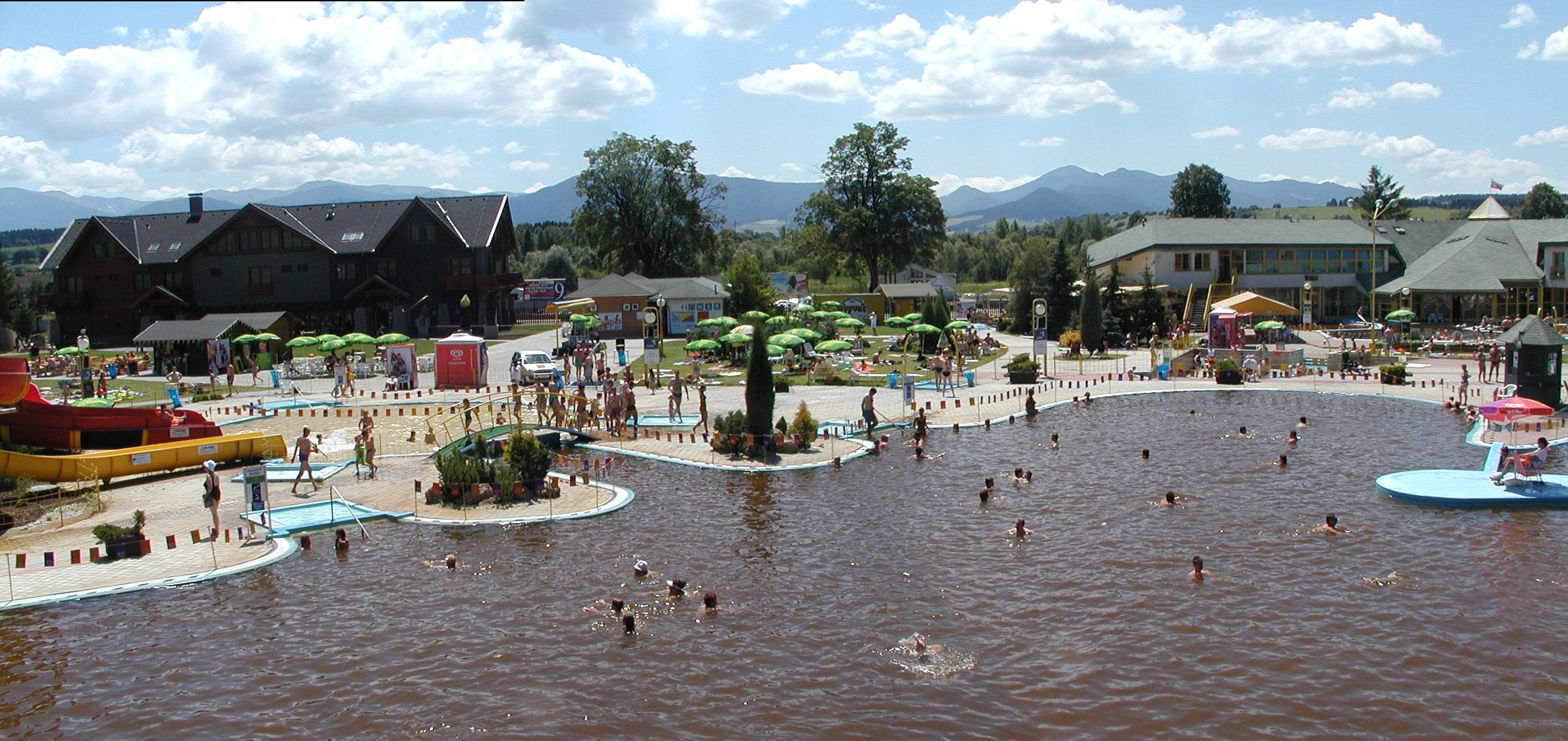
Termálfürdő

- A falu nyugati részén álló reneszánsz-barokk saroktornyos kastélyát a 17. században a Dvornikok építették, a 18. században barokkizálták. Ma a Liptói Múzeum vadászgyűjteménye van benne. Közelében alakult ki a 13. században a Marcelová nevű falurész, amiért a falut Marcelfalu[7] néven is említették.
- Szentháromság kápolnáját 1890-ben építették.
- A falunak közkedvelt, egész évben üzemelő termálfürdője van. A falu gyógyforrásait elsőként Wernher György Magyarország csodálatos vizei című, 1549-ben kiadott művében említi. A község határában 14 forrás található. A gazdag ásványtartalom vöröses barnára festi a források környékét. A termálfürdő 6 medencéjét tápláló, 1987 m mélységű, 60 °C hőmérsékletű vizet adó kútját 1987-ben fúrták. Vize főként mozgásszervi, urológiai és légzőszervi panaszok enyhítésére alkalmas.
- A község északi határában több, mint 3 hektár területen fekvő travertin lépcsők ásványi lerakódásai szintén a forrásvíz által jöttek létre.